# Christoph Wilhelm von Kalckstein
Christoph Wilhelm von Kalckstein (né le 17 octobre 1682 à Ottlau près de Garnsee et mort le 2 juin 1759 à Berlin) est maréchal général prussien du 24 mai 1747 à sa mort.

## Origine
Kalckstein est issu d'une ancienne famille de généraux prussiens installée en Prusse-Occidentale depuis le XVe siècle. Son père Christoph Albrecht von Kalckstein (1635-1696) est lieutenant-colonel royal polonais et seigneur de Knauten (de) et Wogau dans l'arrondissement de Preußisch Eylau (de), sa mère Marie Agnes von Lehwaldt (de) est issude la branche d'Ottlau. En 1709, sa sœur Amalie Charlotte se marie avec le maréchal Adam Christoph von Flanß (de).

## Biographie
En 1702, Kalckstein commence sa carrière militaire dans le régiment de grenadiers de Hesse-Cassel, avec lequel il participe à la guerre de Succession d'Espagne en 1704. Au cours de cette guerre, il est nommé adjudant du prince héréditaire Frédéric de Hesse-Cassel - le futur roi de Suède. Fin 1709, Kalckstein passe au service de la Prusse et devient major dans le régiment à pied du Corps (de). On dit qu'il apporte avec lui le pas de charge que le prince Léopold d'Anhalt-Dessau adopte ensuite. Le 7 novembre 1712, Kalckstein et 300 hommes prennent la citadelle de Moers lors d'une attaque surprise. En 1715, Kalckstein participe à la campagne de Poméranie (de) contre les Suédois. Le 15 novembre 1715, il est promu lieutenant-colonel et le 17 août 1718 colonel.
En 1718, Kalckstein reçoit une tâche spéciale : Frédéric-Guillaume Ier le nomme tuteur du prince héritier Frédéric, âgé de six ans. Il occupe ce poste pendant près de onze ans. Au début, il n'y a pas de difficultés, mais à partir de 1722, les relations entre le roi et le prince héritier se détériorent. Entre-temps, le 17 octobre 1723, Kalckstein devient commandant du 1er régiment d'infanterie Glasenapp. À partir de 1725, Kalckstein doit surveiller le prince 24 heures sur 24, pour lequel quatre officiers de la Garde lui sont affectés. Pour désamorcer les tensions, il tente une médiation entre père et fils. Le voyage à Dresde en 1728 laisse espérer une amélioration des relations, mais en 1730 il y a une rupture complète entre le roi et son fils, ce qui choque profondément Kalckstein.
À cette date, Kalckstein a déjà été déchargé de sa mission d'éducateur du prince, sa femme étant décédée subitement le 25 janvier 1729. Il prend la tête du 25e régiment d'infanterie comte Rutowski. Pendant les trente années suivantes, est fut un tuteur modèle pour son régiment qui, de par sa formation, est l'un des noyaux de l'armée. Le 2 mai 1733, Kalckstein est promu général de division. Trois ans plus tard, le 5 novembre, il obtient la tutelle de l'hôpital royal de la Charité. De plus, le roi le nomme président d'une commission qui doit régler tous les différends entre les régiments survenus lors du recrutement.
Le 3 février 1741, Kalckstein est promu lieutenant général par son ancien élève - désormais le roi Frédéric II. Lors de la bataille de Mollwitz, Kalckstein contribue à la victoire en faisant pivoter l'aile gauche. Le 4 mai 1741, il réussit à s'emparer de Brieg, ce qui permet aux Prussiens de mettre la main sur un important matériel de guerre. Pour ses mérites, il est récompensé le 9 mai 1741 par l'ordre de l'Aigle noir et est nommé gouverneur de la forteresse de Glogau. Kalckstein fait ensuite ses preuves une fois de plus dans la bataille de Chotusitz. Après la première guerre de Silésie le 14 février 1743 Kalckstein reçoit la sénéchaussée de Dinslaken dans le duché de Clèves. En 1744, il participe à la prise de Prague. Le 16 janvier 1745, il atteint le grade de général d'infanterie. Lors de la seconde guerre de Silésie, Kalckstein mène la seconde rencontre avec 14 régiments lors de la bataille de Hohenfriedberg. Lors de la bataille de Soor, il dirige également la deuxième rencontre, mais cette fois-ci avec cinq bataillons.
Kalckstein a connu l'apogée de sa carrière militaire le 24 mai 1747 avec promotion au grade de maréchal. Ayant déjà reçu une pension annuelle de 1 000 thalers du roi, il devient en 1752 l'héritier de Knauten (de), Wogau, Mühlhausen et Schultitten (de). Kalckstein ne participe plus à la guerre de Sept Ans. Cependant, après la mort de l'héritier du trône Auguste-Guillaume en 1758, il est nommé tuteur et tuteur des fils du prince.

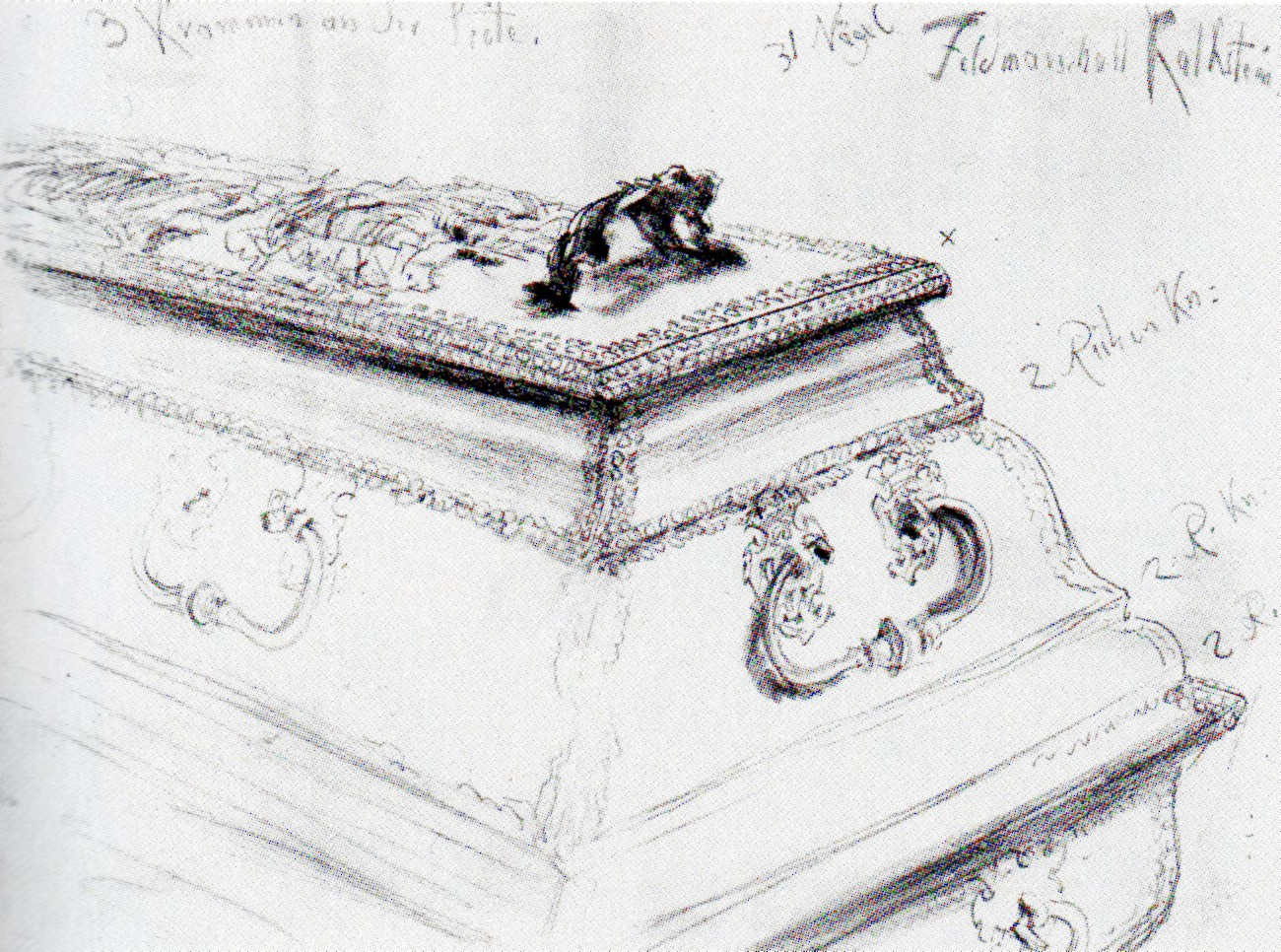
Adolph Menzel : Cercueil de Kalckstein dans l'église de garnison (1873)

Kalckstein est enterré dans la crypte de l'église de la garnison de Berlin. La ville poméranienne de Kalkstein, qui appartient à Bugewitz, porte son nom.

## Portée historique
Frédéric le Grand appréciait son éducateur - même au-delà du domaine militaire. Alors qu'il est roi depuis longtemps, ses lettres témoignent de son intérêt et de son souci pour le bien-être de son ancien éducateur. Kalckstein est plus un pédagogue militaire qu'un général, car ses mérites pour l'armée se situent aussi surtout dans le domaine de la formation des soldats.

## Famille
Le 6 juillet 1713, Kalckstein se marie à Spandau avec Christophera Erna Lukretia Brandt von Lindau, de dix-huit ans sa cadette. De ce mariage naissent deux fils et deux filles. Le lieutenant-général Ludwig Karl von Kalckstein est son plus jeune fils. Son fils aîné meurt en 1758 en tant que capitaine des suites de blessures subies lors de la bataille de Kolin. Leur fille Sophie Wilhelmine Frederike (née en 1723 et morte le 16 avril 1755) se marie le 14 avril 1746 avec le lieutenant-général Friedrich von Wylich (de) (mort le 12 janvier 1770).